# Spialia spio
Spialia spio là một loài bướm ngày thuộc họ Hesperiidae. Nó được tìm thấy ở tropical Africa và tây nam Arabia. In South Africa it is found all over miền đông side of the country.
Sải cánh dài 22–29 mm đối với con đực và 28–31 mm đối với con cái. Con trưởng thành bay quanh năm in warmer areas. In South Africa it is more common in warmer months. In cooler areas adults are on wing từ tháng 8 đến tháng 4.
Ấu trùng ăn Lavatera arborea, Hibiscus (bao gồm Hibiscus aethiopicus, Hibiscus gossypinus và Hibiscus pusillus), Sida, Pavonia (bao gồm Pavonia burchellii, Pavonia macrophylla và Pavonia columella), Triumfetta và Hermannia species (bao gồm Hermannia diffusa, Hermannia incana, Hermannia comosa, Hermannia coccocarpa, Hermannia candicans, Hermannia pilosula, Hermannia pallius, Hermannia pollens và Hermannia cuneifolia).

## Hình ảnh

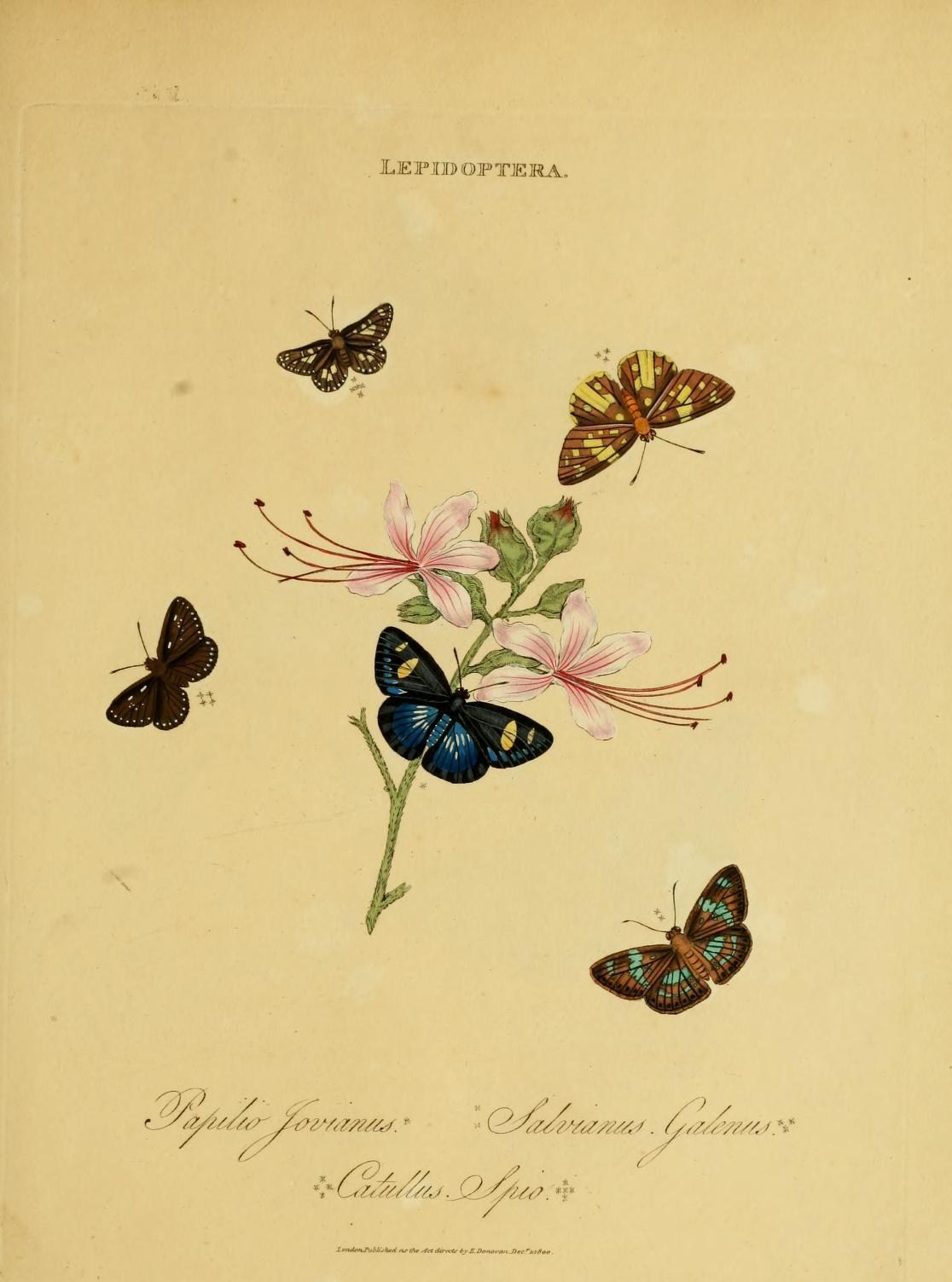